# Matthew Fox
Matthew Fox (14 juli 1966) is een Amerikaans acteur en voormalig model. Zijn eerste hoofdrol speelde hij in de jaren negentig in de serie Party of Five, maar veel bekender werd hij met zijn rol als Jack Shephard in de televisieserie Lost.

## Levensloop
Fox werd geboren in Abington Township, een plaats die is gelegen in de Amerikaanse staat Pennsylvania. Hij groeide op in de manege van zijn familie in Crowheart. Zijn vader, Francis G. Fox, was een geoloog en rancher, en zijn moeder, Loretta B. Eagono, was een lerares. Fox had nog een oudere en een jongere broer.
Na zijn middelbareschoolperiode ging Fox naar Deerfield Academy, een kostschool in Massachusetts, vanwaar hij toegang kreeg tot de Columbia-universiteit in New York. In 1989 studeerde hij er af. Aanvankelijk wilde Fox zich richten op een carrière op Wall Street, hij had immers economie gestudeerd aan de Columbia-universiteit. Hij besloot zich echter toch op een acteercarrière te storten. Hij sloot zich aan bij de Atlantic Theater Company. Ook zat hij enige tijd op de School for Film and Television.
Op 25-jarige leeftijd maakte Fox zijn televisiedebuut in een aflevering van de sitcom Wings. Hetzelfde jaar speelde hij ook in de kortlopende dramaserie Freshman Dorm. In 1993 maakte hij zijn filmdebuut met een bijrol in de film My Boyfriend's Back.
In 1994 werd Fox gecast voor een rol in de dramaserie Party of Five. Fox speelde de rol van Charlie Salinger, een van een groepje van vijf jongeren die hun ouders hebben verloren bij een auto-ongeluk en daarmee moeten leven. Nadat deze serie na zes seizoenen tot een einde kwam kreeg Fox in 2002 een rol in de serie Haunted, maar deze serie was geen succes en werd na één seizoen gestopt.
Van 2004 tot 2010 speelde Fox de rol van dokter Jack Shephard in de televisieserie Lost. Fox deed auditie voor de rol van Sawyer, maar J.J. Abrams was zo tevreden met zijn vertolking van de rol van Shephard dat hij die rol kreeg. Fox werd voor zijn rol in de serie genomineerd voor een Golden Globe Award, won de Satellite Award 2005 en won de Screen Actors Guild Award 2006 samen met de rest van de cast van Lost.
Alhoewel Fox vooral bekend is van zijn rollen in televisieseries speelde hij ook in enkele films. In 2003 had hij een rol in A Token for Your Thoughts. In 2006 speelde hij in de footballfilm We Are Marshall. In 2007 had hij een kleine rol in de actiefilm Smokin' Aces. In 2008 staan twee films met Matthew Fox in de hoofdrol gepland, de thriller Vantage Point en de Wachowski's-film Speed Racer.
Fox is ook bekend van zijn modellenwerk. In 2007 was hij te zien in een reclame van cosmeticafabrikant L'Oréal.

### Privéleven
Fox is sinds 1991 getrouwd met Margherita Ronchi, die hij ontmoette op de Columbia-universiteit. Samen hebben ze twee kinderen, Kyle (1998) en Byron (2001).

## Filmografie

### Film
- My Boyfriend's Back (1993) - als Buck Van Patten
- We Are Marshall (2006) - als Red Dawson
- Smokin' Aces (2007) - als Bill
- Vantage Point (2008) - als Kent Taylor
- Speed Racer (2008) - als Racer X
- Alex Cross (2012) - als Picasso
- World War Z (2013) - als Parajumper
- Extinction (2015) - als Patrick
- Bone Tomahawk (2015) - als John Brooder

### Televisie
- Wings (1992) - als Ty Warner
- Freshman Dorm (1992) - als Danny Foley
- Party of Five (1994-2000) - als Charlie Salinger
- Behind the Mask (1999) - als James Jones
- Haunted (2002) - als Frank Taylor
- Lost (2004-2010) - als Jack Shephard
- Saturday Night Live (2006) - presentator, samen met Tenacious D.